# Needilup
Needilup is een plaats in de regio Great Southern in West-Australië.
In 1951 vroeg een plaatselijk parlementslid de oprichting van een dorp, op vraag van de mensen die er zich vestigden en nood aan bouwkavels hadden. Needilup werd officieel gesticht in 1954. Het werd vernoemd naar een nabijgelegen rivier. De naam is Aborigines van oorsprong en werd voor het eerst in 1901 opgetekend. De betekenis ervan is niet bekend.
Needilup maakt deel uit van het lokale bestuursgebied (LGA) Shire of Jerramungup, een landbouwdistrict, met Jerramungup als hoofdplaats. Needilup telde 99 inwoners in 2021.
Het plaatsje ligt 422 kilometer ten zuidoosten van de West-Australische hoofdstad Perth, 177 kilometer ten noordoosten van Albany en 14 kilometer ten westen van het aan de South Coast Highway gelegen Jerramungup.